# Чугач (планина)
Чугач (на английски: Chugach Mountains) е мощен планински хребет в южната част на щата Аляска, простиращ се на протежение от 360 km, като изпъкнала на север дъга, покрай северното крайбрежие на залива Аляска и е съставна част на Северноамериканските Кордилери. На югозапад достига до провлака, свързващ полуостров Кенай с континента, а на изток постепенно преминава в още по-мощната и висока планина Свети Илия. На северозапад е ограничен от долината на река Матануска, а на североизток дълбоката долина на река Читина (ляв приток на Копър го отделя от планината Врангел. От широката долина на река Копър се дели на два отделни масива – Западен и Източен. Площта на планината е 50 447 km², а ширината ѝ достига до 250 km..Западният масив е по-висок и тук се издига най-високата точка на планината – Маркъс Бейкър 4016 m. Почти цялата планина е заета от мощни планински ледници, като най-големите са Беринг (5800 km², в източния масив), Колумбия 1370 km², в източния масив), Матануска (дължина 43 km, ширина до 6 km, в западния масив) и др., като първите два достигат до брега на океана. Склоновете на планината на височина до 600 m са покрити с иглолистни гори, над тях следват алпийски пасища, а районите над 1000 m са заети от ледници.